# 塞尔维亚LGBT权益
在塞尔维亚，LGBT人士可能面临非LGBT人士没有经历过的法律挑战。男女同性性行为在塞尔维亚都是合法的，在就业、教育、媒体、提供商品和服务等领域，基于性取向的歧视是被禁止的。然而，由同性夫妇领导的家庭没有资格获得与异性夫妇相同的法律保护。
2014年5月，国际特赦组织将塞尔维亚列为明显缺乏应对同性恋恐惧症和跨性别恐惧症意愿的国家之一。该组织指出，公共当局曾多次以来自同性恋恐惧症团体的暴力威胁为由禁止骄傲游行，并未能保护LGBT个人和组织免受歧视，包括口头和社交媒体的威胁和身体攻击。2014年9月，贝尔格莱德成功举行了同志大游行。从那以后，每年都会举行成功的骄傲游行，当地市长和一些政府部长定期参加。2016年，在被观察的49个欧洲国家中，ILGA-Europe在LGBT权利方面将塞尔维亚排在第28位。
2017年6月，安娜·布納比奇成为塞尔维亚总理，成为第一位担任该职务的妇女和首位公开同性恋者，以及第二任女性LGBT政府首脑（仅次于冰岛的约翰娜·西于尔扎多蒂）。 她还是第一位参加骄傲游行的塞尔维亚总理。

## 关于同性性行为的法律

### 革命塞尔维亚（1804年至1813年）
尽管宗教法律禁止同性恋爱和关系，但在东正教和伊斯兰教社会中，同性恋表达方式都很普遍。东正教徒对同性之爱的主要表达方式是“兄弟联盟”，即“两性分离”。19世纪初，塞尔维亚经历了一段相对动荡的时期，偶尔有稳定的时期。1804年，塞尔维亚经历了两次起义，从奥斯曼帝国获得了自治权。卡拉乔尔杰的刑法后来在1807年春末夏初由塞尔维亚法理委员会颁布，一直持续到1813年10月7日奥斯曼帝国重新获得对塞尔维亚的控制。该法典惩处与婚姻生活和性行为有关的某些问题（例如强迫婚姻、强奸、未经宗教法庭批准的分居/离婚和杀婴）。然而，它没有提到同性性行为。因此，同性恋在长达6年的时间里成为合法行为。

### 塞尔维亚公国（1815–1882）
1858年，奥斯曼帝国（塞尔维亚在名义上是其附庸国）将同性性交合法化。
但是，当米洛什·奥布雷诺维奇一世再次掌权时，亚历山大·卡拉乔杰维奇亲王和米哈伊洛·奥布雷诺维奇三世亲王进行的渐进式改革被推翻。 在1860年通过的第一个塞尔维亚公国中世纪刑法典中，男性之间“违反自然秩序”的性交将会被判处6个月至4年徒刑。 像当时许多其他国家的法律文件一样，女同性恋的性行为被忽略并且没有提及。

#### 南斯拉夫王国（1918–1941）
1918年，塞尔维亚成为南斯拉夫王国的一部分。起初，新成立的国家有效地继承了适用于合并在一起的不同地区（通常相互矛盾）的不同法律。最终，1929年的新南斯拉夫刑法禁止了异性恋和同性恋之间“违反自然秩序的淫荡行为”（肛交）。

### 南斯拉夫社会主义联邦共和国（1945年至1992年）
南斯拉夫社会主义联邦共和国后来在1959年将这一罪行限制为仅适用于同性恋肛交。 但最高刑期从2年减为1年监禁。
1977年，同性性交在伏伊伏丁那社会主义自治省合法化，而同性性交在塞尔维亚社会主义共和国的其他地方（包括科索沃社会主义自治省）仍然是非法的。1990年，伏伊伏丁那省被重新纳入塞尔维亚法律体系，男性同性恋再次成为刑事犯罪。

### 南斯拉夫联盟共和国/塞尔维亚和黑山（1992-2003）
1994年，在塞尔维亚共和国（南斯拉夫联盟共和国的一部分），男性同性恋性行为正式合法化。男性之间肛交的法定年龄为18岁，其他性行为的法定年龄为14岁。后来，在2006年1月1日，无论性取向或性别，法定年龄一律14岁。

## 同性关系的承认
虽然同性伴侣从未被法律承认，但2006年11月通过的塞尔维亚新宪法明确定义婚姻是一男一女之间的（第62条）。然而，其他形式的承认，例如民事结合或同居关系，并没有被明确提及或禁止。
2019年6月，宣布了通过修订《民法典》使同性伴侣之间的家庭伙伴关系合法化的计划。 同性伴侣将能够享有多项法律权利，包括共同财产和赡养费。 他们不会被授予继承权或收养权，也不会接受代孕安排。该立法仍在等待中。 2019年7月，来自北部城市诺维萨德的一对女同性恋试图在市政注册处注册民事关系，但被拒绝了。 他们提起了诉讼，尽管法律专家认为他们不太可能胜诉。
2020年11月，人权、少数民族权利和社会对话部长戈尔达娜·科米奇宣布，有关同性伴侣关系的法律将于2021年上半年在议会通过。该法律草案于2021年2月提交公众咨询。

## 领养和养育子女
同性伴侣不能合法领养孩子。2019年初，塞尔维亚卫生部颁布了一项禁令，禁止“在过去五年内有同性恋史”的人为人工授精或体外受精捐献生殖细胞。

## 歧视和保护
在2002年之前，塞尔维亚没有专门针对LGBT权利的法律保护。
2002年，国民议会批准了《广播法》，禁止塞尔维亚广播机构传播鼓励基于性取向的歧视、仇恨和暴力（除其他类别外）的信息。
2005年，通过修改劳动法，禁止了在就业中基于性取向的歧视。同年，议会批准了《高等教育法》，该法律保证在这些机构（除其他类别外），不论性取向如何，都有平等的权利。
2009年3月26日，议会通过了一项统一的反歧视法，即《2009年反歧视法》，除其他类别外，禁止在所有领域基于性取向和变性身份的歧视。法律对歧视的具体定义如下：
|  | 术语“歧视”和“歧视性待遇”应使用指定任何毫无根据的歧视或不公平的待遇,也就是说,相对于个人或团体,以及他们的家庭成员或人接近他们,无论是公开的或隐蔽的,基于种族、肤色、祖先,国籍,民族融合或民族起源、语言、宗教或政治信仰,性别,性别,性取向,财务状况,出生,遗传特征、健康、残疾、婚姻和家庭状况、前科、年龄、外貌、是否参加政治、工会和其他组织，以及其他真实的或假定的个人特征 |

2011年7月5日，议会批准了一项青年法，禁止基于性取向的歧视。该法律规定了地方政府为提高青年的社会地位和为满足其需要和利益创造条件而采取的措施和活动。

### 反对反LGBT言论的法律
自2003年以来，专门制定了法律（《信息法》的一部分），以打击基于媒体内部性取向的口头歧视。 该禁令是2002年通过的《广播法》的一部分； 但是，它从未得到有效执行，因为无线电发射器局（一个独立的政府机构）没有对犯罪者采取任何行动。 更广泛地说，2009年《反歧视法》禁止在整个塞尔维亚社会基于性取向的仇恨言论。

### 仇恨犯罪法
2012年12月24日，塞尔维亚议会批准对《刑法》进行修改，以引入“仇恨犯罪”的概念，包括基于性取向和性别认同的概念。该法律首次定罪于2018年。

## 性别认同与表达
2011年7月28日，议会批准了对《健康保险法》的一项修改，根据这项修改，从2012年开始变性手术部分纳入全国基本医疗保险计划。
2012年，《纽约时报》宣布贝尔格莱德为变性手术中心，因为在这里这类手术的价格远低于邻国和西方国家。
在2019年之前，塞尔维亚变性人只有在接受变性手术后才能改变合法性别。自2019年以来，在接受了一年的激素替代治疗后，只要得到精神病学家和内分泌学家的确认，就可以改变法律上的性别，而无需进行任何外科手术。政府资助的医疗保险覆盖了高达65%的手术费用，而其余费用则由患者承担。据Gayten-LGBT的项目协调员Jovanka Todorović称，大约80%的塞尔维亚变性人不愿意接受手术。相反，一些人选择性别肯定激素治疗（GAHT），这种疗法不受医疗保险的资助。此外，据报告，塞尔维亚90%的LGBT个人认为医疗机构没有充分满足他们的需求。

## 兵役
2010年，塞尔维亚军队同意同性恋和双性恋男女可以公开在职业军队服役，但这一消息并未在媒体上广泛传播。

## LGBT维权运动

### 组织
许多LGBT组织在塞尔维亚成立，尤其是在贝尔格莱德和诺维萨德，还有尼什、克拉古耶瓦茨、苏博蒂察、沙巴茨和兹雷尼亚宁。
塞尔维亚第一个已知的LGBT组织Arkadija于1990年在贝尔格莱德成立。它于1995年关闭。同年，Labris成立。多年来，Labris已成为塞尔维亚最著名的LGBT倡导团体之一，定期与当地政府官员会面，讨论歧视和暴力预防，通过教育运动和公共活动提高对LGBT权利的认识，并为增加同性伴侣的合法权利而开展活动。
其他组织包括2000年在贝尔格莱德成立的Gayten LGBT、总部设在贝尔格莱德的同性恋-异性恋联盟、总部设在沙巴茨和该地区的杜加协会以及2011年成立的贝尔格莱德骄傲组织。
伏伊伏丁那、诺维萨德女同性恋组织和诺维萨德LGBT组织是在塞尔维亚北部地区伏伊伏丁那工作的几个组织之一。
GOOSI总部设在贝尔格莱德，为LGBT和残疾人士提供支持。

## 社会条件

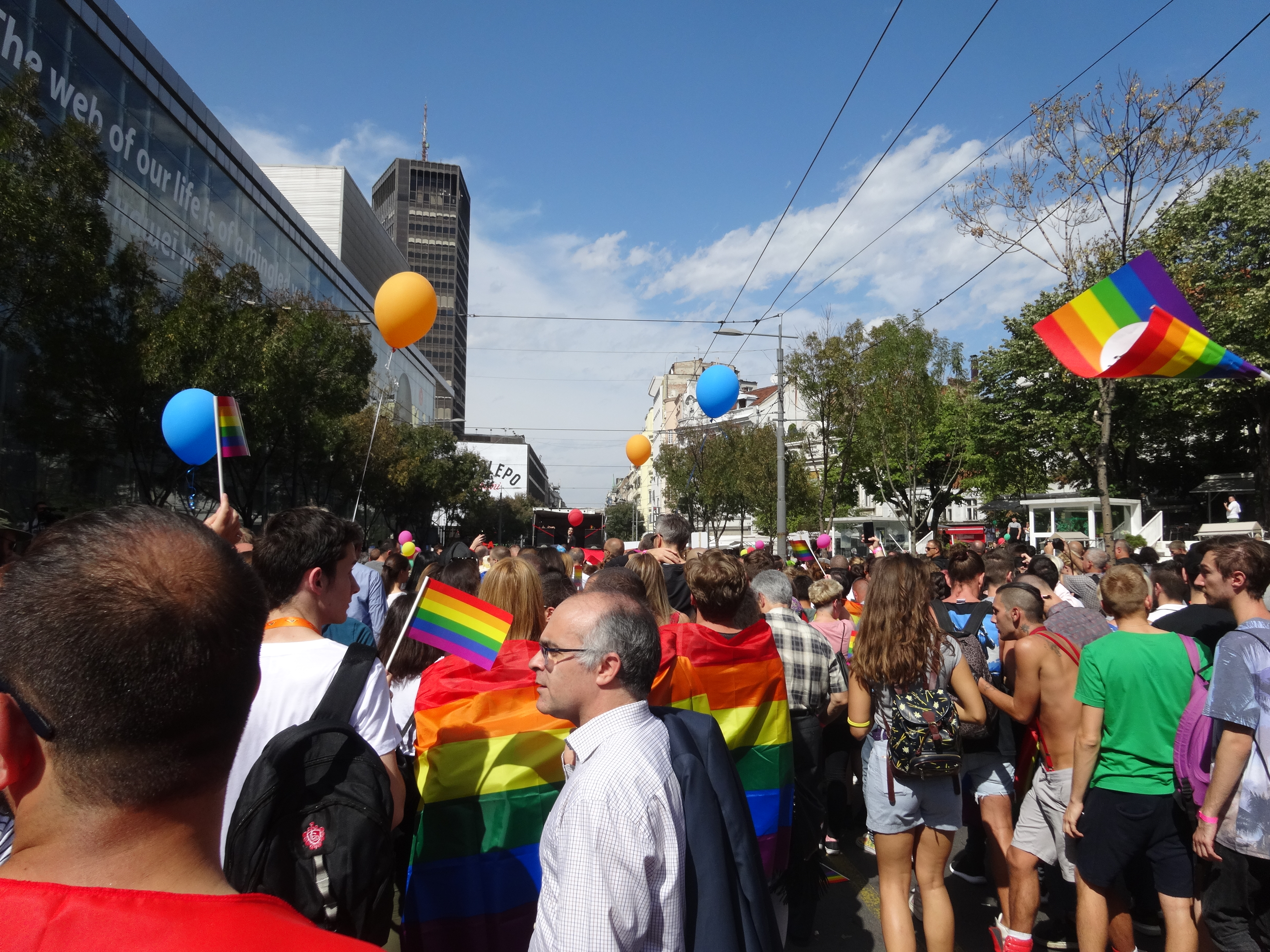
2017年贝尔格莱德同志大游行

在塞尔维亚，男女同性恋者继续面临歧视和骚扰。大多数塞尔维亚人对同性恋持强烈的态度。发生了许多暴力殴打同性恋的事件，其中最极端的是2001年在贝尔格莱德举行的第一次同性恋骄傲活动。
一些骄傲活动不得不取消。2004年在贝尔格莱德举行的骄傲日庆祝活动和2007年在诺维萨德举行的骄傲日庆祝活动都取消了，原因是由于资源限制，无法提供足够的安全措施来防止暴力。2009年的贝尔格莱德骄傲活动也因为类似的原因被取消，因为警察不能保证参与者的安全。第二次贝尔格莱德同志大游行在2010年10月10日举行，大约有一千人参加。然而，它遇到了暴力反应，在贝尔格莱德的反同性恋暴乱中达到高潮，有6000名反同性恋抗议者和极端民族主义组织成员参加。
将同性恋归类为"性偏差和性障碍"的官方医学教科书正在流通和广泛使用。在多次请求之后，塞尔维亚医学协会终于在2008年给塞尔维亚LGBT组织Labris的一封官方信函中声明，同性取向并非疾病。自1997年塞尔维亚开始实施《国际疾病分类-10》以来，同性恋已经从官方疾病列表中删除。
在塞尔维亚，“Obraz”、“1389”、“Stormfront”等各种民族主义和新纳粹组织的存在，使得对LGBT群体的保护更加复杂。这些组织受到一些右翼政党的支持。这些组织已经在好几次场合公开了他们对LGBT人群的威胁，尽管媒体和警方越来越多地对公开阻止此类威胁做出反应。
塞尔维亚LGBT权利和文化的发展得到了同性恋网站GayEcho和同性恋-塞尔维亚的支持，以及该地区最古老的亚得里亚海LGBT激进主义邮寄名单。

### 2016年–现在
2016年8月，安娜·布納比奇被任命为公共行政和地方政府部长，成为塞尔维亚首位公开承认自己是同性恋的部长。2017年6月，塞尔维亚总统武契奇任命安娜·布納比奇为总理。她于2017年6月29日宣誓就职。她的任命受到了左翼和右翼团体的批评和反对。左翼组织指责布納比奇是总统的“傀儡”，她的性取向是为了掩盖侵犯人权的行为。右翼团体因为她的性取向而反对她的提名。
2017年，著名的塞尔维亚LGBT活动人士博班·斯托亚诺维奇在记录了近1000页针对他和他的伴侣的暴力行为后，在加拿大获得了庇护。在2018年4月的一次采访中，博班·斯托亚诺维奇的伴侣表示，暴力给他们带来了很大压力，迫使这对夫妇离开塞尔维亚。
2017年9月，总理布納比奇参加了贝尔格莱德的骄傲游行。在活动中，布納比奇说：
政府是为所有公民服务的，它将确保所有公民的权利得到尊重。
2019年2月，布納比奇的伴侣米莉卡生了一个儿子，名叫伊戈尔。 据法新社报道，“这是首位在伴侣任职期间分娩的总理之一，也是世界上同性伴侣中的第一位”。
2019年5月17日，在国际反对恐同、跨性别和双性恋日之际，数百人聚集在塞尔维亚北部城市诺维萨德市中心，参加被称为第一次同性恋骄傲集会。这次活动是由当地非政府组织“退出”组织的，得到了市政府官员的支持。

### 庇护承认
2019年，一名年轻的伊朗同性恋男子因其性取向获得了塞尔维亚的庇护。

## 公众舆论
根据保护平等专员的说法，2012年进行的研究显示，48%的塞尔维亚人认为同性恋是一种疾病。
根据ILGA 2017年进行的一项民意调查，59%的塞尔维亚人同意同性恋、女同性恋和双性恋者应该享有与异性恋者相同的权利，而24%的人不同意。此外，64%的人认为他们应该受到保护，免受职场歧视。21%的人认为有同性关系的人应该被指控为罪犯，而55%的人不同意。对于变性人，63%的人认为他们应该拥有同样的权利，65%的人认为他们应该受到保护，不受就业歧视，51%的人认为他们应该被允许改变他们的合法性别。此外，大多数塞尔维亚人会接受一个同性恋邻居。
根据平等权利协会2018年的数据，如果得知一个人是LGBT，该国26％的人口将停止与某人接触; 38％的人口认为同性恋是一种疾病; 48％的父母会对LGBT子女寻求医疗措施，有70％的人反对LGBT人继承其已故伴侣财产的权利，而90％的人反对LGBT人收养子女。
根据2017年Centre E8研究的数据，44.0%的女性同意同性婚姻应该合法（14.8%完全同意，29.2%同意），38.2%反对（15.0%完全反对，23.2反对）。同时，32.6%的男性受访者同意同性婚姻应该合法（12.8%完全同意，19.6%同意），50.8%反对（26.2%完全反对，24.6%反对）。

## 概要
| 項目                                               | 合法性          |
| -------------------------------------------------- | --------------- |
| 同性性行為合法化                                   | 自1994年        |
| 同意年齡平等化                                     | 自2006年        |
| 反歧視法適用於就業                                 | 自2005年        |
| 反歧視法適用於商品及服務法規                       | 自2009年        |
| 反歧視法適用於所有領域（包括：仇恨言論）           | 自2009年        |
| 同性婚姻                                           | 否              |
| 承認同性伴侶為事實伴侶關係                         | 否              |
| 承認同性伴侶為民事結合關係                         | 否              |
| 同性伴侶之共同領養及繼子女領養皆為合法             | 否              |
| 同性戀者得合法公開在軍界服務                       | 是              |
| 性別重置權力                                       | 是              |
| 跨性別行為之疾病除罪化                             | 是              |
| 所有伴侶及個人進行體外人工受精和代理孕母之平等管道 | 否              |
| 允許男男性接觸者（MSM）進行捐血                    | / （延期6个月） |